# Stalachtis funereus
Stalachtis funereus är en fjärilsart Stalachtis funereus ingår i släktet Stalachtis och familjen juvelvingar. Inga underarter finns listade i Catalogue of Life.